# Menschenrechte in der islamischen Welt
Als Menschenrechte in der islamischen Welt wird die Beachtung und Weiterentwicklung von Menschenrechten in islamischen Ländern und ihren philosophischen wie juristischen Denktraditionen beschrieben. Dabei haben verschiedene islamische Organisationen, wie die Organisation für Islamische Zusammenarbeit (OIC), eigene Interpretationen der bisherigen Vertragswerke und Deklarationen erschaffen. Eine solche ist die 2020 überarbeitete Kairoer Erklärung der Menschenrechte im Islam. Vielen dieser Interpretationen ist gemein, dass die Menschenrechte unter einem sog. Scharia-Vorbehalt stehen. Demnach sollen die jeweiligen Rechte nur soweit gelten, wie sie dem Koran und der Sunna nicht widersprechen.

## Entwicklung der Menschenrechte im Islam
Neben der westlich geprägten Allgemeinen Erklärung der Menschenrechte der Vereinten Nationen wurden auch in der arabischen Welt Menschenrechtserklärungen erarbeitet. In der Folge der Iranischen Revolution verabschiedete der Islamrat Europas im Jahr 1981 die „Allgemeine Erklärung der Menschenrechte im Islam“. Dieser folgte 1990 die Kairoer Erklärung der Menschenrechte im Islam, welche auf der Außenministerkonferenz der Organisation für Islamische Zusammenarbeit (OIC) entworfen und von 57 muslimisch geprägten Staaten unterzeichnet wurde. Die Kairoer Erklärung wurde im Jahr 2020 überarbeitet. Beide Erklärungen können als Kritik an der westlich bzw. eurozentristisch geprägten Allgemeinen Erklärung der Menschenrechte und beanspruchen den Islam als Grundlage und Ursprung der Menschenrechte. Jedoch sind beide Erklärungen völkerrechtlich nicht bindend und haben eher symbolischen Charakter.
Daneben gibt es die Arabische Charta der Menschenrechte als Völkerrechtlicher Vertrag, welche rechtsverbindlich für ihre Mitglieder ist. Nach einem ersten Versuch im Jahr 1994, welcher 2004 grundlegend überarbeitet wurde, trat die Charta nach der siebten Ratifizierung am 15. März 2008 in Kraft. Die Charta erhebt keinen Scharia-Vorbehalt, verweist allerdings ausführlich auf die Kairoer Erklärung.

## Vergleich verbriefter Menschenrechte der UN und aus der arabischen Welt
Um Unterschiede und Gemeinsamkeiten aufzuzeigen, werden in der Tabelle die drei genannten Erklärungen anhand von drei exemplarischen Menschenrechten – „Freiheit und Gleichheit“, „Verbot der Folter“ und „Gedanken-, Gewissens- und Religionsfreiheit“ – verglichen. Diese Auswahl ist willkürlich insofern, als dass nur nach Vergleichbarkeit ausgewählt wurde.
| Allgemeine Erklärung der Menschenrechte der Vereinten Nationen (10. Dezember 1948)                                                                                    | Allgemeine Erklärung der Menschenrechte im Islam (19. September 1981) | Kairoer Erklärung der Menschenrechte im Islam (5. August 1990) |
| --- | --- | --- |
| Alle Menschen sind frei und gleich an Würde und Rechten geboren (Art. 1) Jeder hat Anspruch auf die in dieser Erklärung verkündeten Rechte und Freiheiten... (Art. 2) | Die Freiheit des Menschen ist wie sein Leben geheiligt. Es ist die erste natürliche Eigenschaft, mit der der Mensch geboren wird (...) und ist unveräußerlich. (Art. 2a) Alle Menschen sind vor der šarî’a gleich (...). (Art. 3a) Jedes Denken, jede Gesetzgebung und jeder Zustand, die es erlauben, zwischen den einzelnen einen Unterschied aufgrund des Geschlechts, der Rasse, der Farbe, der Sprache oder der Religion zu machen, sind eine direkte Behinderung dieses allgemein islamischen Prinzips. (Art. 3b)                                          | (...)Alle Menschen sind gleich an Würde, Pflichten und Verantwortung(...) Der wahrhafte Glaube ist die Garantie für das Erlangen solcher Würde auf dem Pfad zur menschlichen Vollkommenheit. (Art. 1a)                                             |
| Niemand darf der Folter oder grausamer, unmenschlicher oder erniedrigender Behandlung oder Strafe unterworfen sein (Art. 5)                                           | Das Foltern des Übeltäters, geschweige denn des Angeschuldigten, ist nicht erlaubt (...). Welcher Art die Straftat oder die gesetzlich vorgesehene Strafe auch sein mag, die menschliche Würde und Ehre der Person haben unangetastet zu bleiben. (Art. 7a,b) | Das Recht auf körperliche Unversehrtheit wird garantiert. (...) es ist verboten, dieses Recht zu verletzen, außer wenn ein von der Scharia vorgeschriebener Grund vorliegt. (Art. 2d)                                                              |
| Jeder hat das Recht auf Gedanken-, Gewissens- und Religionsfreiheit(...) (Art. 18)                                                                                    | Jeder kann denken, glauben und zum Ausdruck bringen, was er denkt und glaubt, ohne dass ein anderer einschreitet oder ihn behindert, solange er innerhalb der allgemeinen Grenzen, die die šarî’a vorschreibt, bleibt. Nicht erlaubt ist die Verbreitung von Unwahrheit und die Veröffentlichung dessen, was der Verbreitung der Schamlosigkeit oder Schwächung der Umma dient (...). (Art. 12a) Jeder hat die Freiheit des Glaubens und der Religionsausübung entsprechend seinem Glauben: »Ihr habt eure Religion und ich die meine« (Koran 109, 6). (Art. 13) | Der Islam ist die Religion der reinen Wesensart. Es ist verboten, irgendeine Art von Druck auf einen Menschen auszuüben oder seine Armut oder Unwissenheit auszunutzen, um ihn zu einer anderen Religion oder zum Atheismus zu bekehren. (Art. 10) |

Freiheit und Gleichheit werden im Vergleich zur UN-Erklärung durch den wahrhaften Glauben und die šarî’a in den beiden arabischen Erklärungen eingeschränkt. Zwar ist die Freiheit des Menschen unveräußerlich aber nur, wer den wahrhaften Glaube hat, ist auch an Würde gleich. In Bezug auf das Verbot der Folter, welches ausdrücklich in der UN-Charta erklärt wurde und auch ähnlich formuliert in der Allgemeinen Erklärung der Menschenrechte im Islam wiederzufinden ist, wird in der Kairoer Erklärung eine Ausnahmeerlaubnis eingebaut. Hier heißt es, dass das Recht auf körperliche Unversehrtheit garantiert wird, jedoch kann dieses eingeschränkt werden, wenn ein in der šarî’a genannter Grund vorliegt. Ähnliche Ausnahmegründe werden auch in Bezug auf die Gedanken-, Gewissens- und Religionsfreiheit in den beiden islamischen Erklärungen festgehalten. So ist man laut Art. 12a der Allgemeinen Erklärung der Menschenrechte im Islam in diesen Rechten zwar frei, jedoch nur, wenn das Gesagte der Wahrheit entspricht und nicht zur Schädigung der Gemeinschaft der Muslime – der Umma – verwendet wird. Rechtsgrundlage bildet auch hier die šarî’a. In Bezug auf die Religionsfreiheit wird in der Kairoer Erklärung in Art. 10 der Islam als die wahre Religion angesehen und der Versuch der Konversion verboten.

### Kritik
Die islamischen Menschenrechtserklärungen werden von liberalen muslimischen Denkern als unzureichend kritisiert und stehen den Menschenrechtsstandards der AEMR nach. Des Weiteren ist kritisch zu betrachten, dass die Auslegung und Rechtsprechung der Menschenrechte auf Grundlage der šarî’a erfolgt, welche eine einheitliche Anwendung der Menschenrechte im Islam erschwert. Grundsätzlich ist die politische Umsetzung und Einhaltung von Menschenrechten weiterhin, sowohl in den westlichen als auch in den arabischen Ländern, verbesserungswürdig. Denn so lange Menschenrechtsorganisationen, wie der Menschenrechtsrat der Vereinten Nationen, Amnesty International oder Human Rights Watch von Menschenrechtsverletzungen berichten, wird offenbar noch nicht genug für die Umsetzung und Einhaltung dieser Rechte getan – unabhängig davon, ob westliche oder arabische Länder dieses versäumen.

## Sozialwissenschaftliche Perspektive

### Die kulturalistische Aneignung emanzipatorischer Ideen
In der westlichen Welt wird oft argumentiert, dass der Islam nicht mit einem demokratischen politischen System vereinbar sei. In der arabischen Welt widersprechen jedoch viele Muslime, sowohl Intellektuelle als auch einfache Bürger, dieser Aussage.
Der Ursprung von emanzipatorischen Ideen geht nicht allein auf eine einzige Kultur zurück. Politische Ideen, wie beispielsweise Menschenrechte und Demokratie, die daraus hervorgegangen sind, haben eine lange Entstehungsgeschichte. Dennoch können partikularistische und kulturalistische Argumentationsansätze, ebenso wie universalistische, zur Demokratie führen. Partikularistische Ansätze mit einer solchen Ausrichtung treten aber in verschiedenen Gesellschaften zu unterschiedlichen Zeitpunkten in Erscheinung. Michael Walzer bezeichnet dies als „wiederholenden Universalismus“, der Teil der Universalgeschichte der Menschheit ist und gleichzeitig zur partikularen Geschichte eines Volkes gehört. Die spezifischen Erfahrungen jeder Kultur führen dabei dazu, dass die Ausgestaltung der Ergebnisse, wie z. B. einer Demokratie, einander zwar ähnelt, aber nicht völlig identisch ist. Zudem wird die Wiederholung von Ideen unweigerlich von ihren Vorgängern beeinflusst. Im Fall der Ideen von Demokratie und Menschenrechten führt dies in der arabischen Welt meist zu deren Ablehnung als Element des westlichen Imperialismus. Damit diese Länder trotzdem am wiederholenden Universalismus teilhaben können, hilft es Motive und Bilder zu suchen, die diesen emanzipatorischen Ideen innerhalb ihrer Kultur einen Sinn geben. Durch eine solche kulturalistische Aneignung, die die Vereinbarkeit der Ideen mit den arabischen kulturellen Auffassungen demonstriert, können diese Ideen Zugang zum dominierenden Diskurs bekommen.

#### Die hegemoniale Diskursposition
Laut Holger Zapf hat das „islamistische hegemoniale Projekt“ in der arabischen Welt größtenteils die Diskurshoheit inne. In Anlehnung an Nonhoffs Hegemonieanalyse bezeichnet Zapf den Islam als „zentralen leeren Signifikanten“ im arabischen politischen Diskurs. Ein leerer Signifikant steht für eine umfassende Forderung, die „im Rahmen hegemonialer Praxis“ durchgesetzt werden soll. Diese Forderung zielt auf eine islamische Gesellschaftsordnung ab, wobei der leere Signifikant die Grenzen dieses Diskurses markiert. Das heißt, dass alles, was unislamisch ist, nicht mehr zum hegemonialen Diskurs gehört und als illegitim angesehen wird. Der leere Signifikant umfasst viele einzelne Forderungen, z. B. nach Gottesherrschaft, sozialer Gerechtigkeit und Selbstbestimmung. Menschenrechte und Demokratie werden zwar von liberalen Intellektuellen eingefordert, spielen aber nur eine sehr untergeordnete Rolle in der Hierarchie dieser Forderungen.

#### Strategien für Gegenhegemonien
Dennoch besteht Holger Zapf zufolge die Möglichkeit, den arabischen Menschenrechts- und Demokratiediskurs zu verändern. Dafür nennt er drei Strategien: Die erste besteht darin, den Inhalt des zentralen leeren Signifikanten Islam zu verändern oder eine bestimmte Bedeutung zu betonen. So können beispielsweise Kongruenzen und Kontinuitäten von Zivilisationen hervorgehoben werden, wie der Zusammenhang von Islam und Demokratie. Zweitens kann der zentrale leere Signifikant beibehalten werden, während jedoch einzelne Forderungen entfernt und durch Gegenforderungen ersetzt werden. Der Philosoph al-Jaberi verfolgt zum Beispiel diese Strategie. Schließlich kann auch der zentrale leere Signifikant ersetzt werden. Dies ist aber nur möglich, wenn eine alternative Forderung überzeugender dargestellt wird als die hegemoniale Forderung nach der islamischen Gesellschaftsordnung. Somit ist die dritte Strategie diejenige, die die größten Veränderungen mit sich bringt und auch am schwersten umzusetzen ist.

### Eine philosophische Perspektive auf die Menschenrechte in der islamischen Welt
Eine mögliche Auslegungsperspektive, insbesondere auf die Menschenrechte im Islam, bietet der marokkanische Philosoph Mohammad Abed al-Jabri. Er bezieht sich auf eine Auslegungsvielfalt im islamischen politischen Denken und behauptet, dass die Definition und Einforderung von Rechten „– also die Rechtspraxis sich – gemäß ihrer Intentionen (maqasid) am Gemeinwohl (maslaha) zu orientieren habe. Selbst wenn davon ausgegangen wird, dass die Scharia als göttliches Recht unabänderlich ist, ermöglicht diese Gemeinwohlorientierung eine flexible Anwendung von ansonsten rigiden Regeln“. In diesem Zusammenhang ist Al-Jabris Intention, die universelle Gültigkeit der Menschenrechte durch den Nachweis ihrer ähnlichen Erwähnung im Koran im Sinne des „wiederholenden Universalismus“ zu legitimieren. Somit bewegt sich Al-Jabri nicht außerhalb des sogenannten leeren Signifikanten „Islam“, vertritt jedoch revolutionäre Reformgedanken, um eine philosophische Perspektive auf die Menschenrechte zu öffnen. Er bezeichnet die Menschenrechte in ihrer heutigen Form als nicht gedacht im islamischen politischen Denken. Er betont jedoch, dass dies nur verständlich sein kann, da die gegenwärtige Definition dieser Rechte als Produkt der sozialen und ökonomischen Entwicklung Europas und der westlichen Welt im Allgemeinen zu verstehen ist. Er geht jedoch gleichzeitig davon aus, dass das was ursprünglich nicht gedacht wurde, durchaus noch gedacht werden kann. Eine mögliche Ursache der mangelnden Definition der Menschenrechte im islamischen politischen Denken liegt nach Al-Jabri daran, dass man sich stark auf die Definition von Herrschaft, den Prinzipien guter Herrschaft und auf das Verhältnis zwischen dem Herrscher und den Beherrschten konzentriert hat. In diesem Rahmen haben islamische Gelehrte (fuqaha) auch die Rechte Gottes und einige Rechte der Menschen ausformuliert. Die von den fuqaha definierten Rechte der Menschen finden ihre Legitimationsgrundlage darin, dass sie dem Wohle der Menschheit im Diesseits und Jenseits dienen sollen. Nach Al-Jabri haben diese Rechte wenig gemeinsam mit der gegenwärtigen Vorstellung von Menschenrechten. Um dies zu veranschaulichen, werden einige Beispiele wie das Blutrecht der Familie einer ermordeten Person, das Ehrenrecht des Mannes bei Missbrauch oder Verleumdung und das Recht auf Rache nach dem Prinzip von „Auge um Auge, Zahn um Zahn“, genannt. Al-jabri rät von einem Weiterdenken der Menschenrechte in diesem Rahmen ab und argumentiert, dass solch eine Vorgehensweise mit einer Projektion dessen gleichkommt, was heute in der islamischen Welt durchaus gedacht werden kann, auf eine Zeit, in der die Menschenrechte in ihrer heutigen Form nicht gedacht werden konnten. Er schlägt vor, die Menschenrechte aufs Neue im direkten Bezug auf die Texte im Koran und den Hadithen zu definieren. In diesem Sinne führt er einige Formulierung zu den Rechten der Menschen aus dem Koran und den Hadithen an: Das Recht auf Leben und seine Vergnügungen, das Recht auf Glauben, wissen und auf Beratung (shura), das Recht auf Gleichheit und Gerechtigkeit, sowie die Rechte der Unterdrückten. Al-Jabri empfiehlt anschließend eine zeitgemäße Ausformulierung dieser abstrakt formulierten Rechte in Verbindung mit der Bekämpfung von Armut und Ungerechtigkeit in der islamischen Welt.